# (20144) 1996 RA33
(20144) 1996 RA33 es un asteroide que forma parte de los asteroides troyanos de Júpiter, descubierto el 15 de septiembre de 1996 por el equipo del Uppsala-DLR Trojan Survey desde el Observatorio de La Silla, Chile.

## Designación y nombre
Designado provisionalmente como 1996 RA33.

## Características orbitales
(20144) 1996 RA33 está situado a una distancia media del Sol de 5,191 ua, pudiendo alejarse hasta 5,251 ua y acercarse hasta 5,131 ua. Su excentricidad es 0,012 y la inclinación orbital 9,351 grados. Emplea 4319,90 días en completar una órbita alrededor del Sol.

## Características físicas
La magnitud absoluta de 1997 TR28 es 11,55. Tiene un diámetro de 27,467 km y su albedo geométrico es de 0,071.